# Hans Bullerian
Hans Bullerian (eigentl. Hans Bullerjahn, * 28. Januar 1885 in Sondershausen; † 29. Januar 1948 in Zeuthen) war ein deutscher Pianist, Dirigent und Komponist.

## Leben und Werk
Hans Bullerian war der Sohn des Geigers und Dirigenten Rudolf Bullerjahn. Dieser zog in den 1890er Jahren dauerhaft nach Russland und so erhielt Hans Bullerian seinen ersten Klavierunterricht in Kiew und Moskau. Zwischen 1903 und 1905 studierte er dann in Warschau bei Aleksander Michałowski Klavier und bei Zygmunt Noskowski Komposition. Danach wurde er Schüler von Anna Jessipowa in St. Petersburg. Darüber hinaus studierte Hans Bullerian in St. Petersburg Kontrapunkt bei Anatoli Ljadow und Komposition und Instrumentenkunde bei Nikolai Rimski-Korsakow. Seine weiteren Studien führten ihn 1910/11 in die Meisterklasse Klavier in Brüssel bei Arthur De Greef, 1912 bei Sophie Menter und 1913/14 in die Kompositionsklasse von Friedrich Gernsheim an der Hochschule für Musik in Berlin.
Nach seinen Studien blieb Hans Bullerian in Berlin. 1915 erhielt er den Mendelssohn-Preis für seine 2. Sinfonie. 1927 gründete er das Bullerian-Kammerorchester in Berlin, dessen Chefdirigent er war. Von 1931 bis 1945 wirkte er zudem als Dirigent des Rundfunk-Sinfonieorchesters Berlin.
Bullerian trat zum 1. Mai 1932 der NSDAP bei (Mitgliedsnummer 1.105.353). 1933 wurde er Gauobmann der Fachschaft Komponisten der RMK für die Gaue Groß-Berlin, Kurmark, Ostpreußen, Pommern und Schlesien, 1934 Leiter der Fachschaft Komponisten in den RMK-Landesleitungen der Gaue Mark Brandenburg und Berlin. In der Zeit des Nationalsozialismus schrieb er diverse systemkonforme Kompositionen, darunter Märsche und Filmmusiken, etwa für Blutendes Deutschland (1933). Nach dem Zweiten Weltkrieg wurde er auf die „Schwarze Liste“ der US-Militärregierung gesetzt und war aus politischen Gründen für den Rundfunk der SBZ gesperrt.

## Kompositionen
- op. 1: Klavierquintett
- op. 2: Klaviertrio Nr. 1
- op. 3: Sinfonie Nr. 1 für Harfe und Orchester
- op. 4: Klavierkonzert Nr. 1 in Des-Dur
- op. 5: Klavierkonzert Nr. 2 in c-Moll
- op. 6: Violakonzert in c-Moll
- op. 7: Violinkonzert
- op. 8: Sinfonie nach Gemälden von Stuck (1914)
- op. 9: Allerseelen, für Männerchor und Orchester
- op. 10: König Sturm, für Männerchor und Orchester
- op. 11: Sinfonische Dichtung Ein Phänomen
- op. 12: Lieder
- op. 13: Lieder
- op. 14: Impromptu für Harfe
- op. 15: Sinfonie Nr. 2 in Es-Dur
- op. 16: Streichquartett
- op. 17: Orchestrierung des Konzerts für Violine allein op.17 von Jean Paul Ertel
- op. 18: Sonate für Cello und Klavier in h-Moll
- op. 19: Der Stumme von Jerusalem, Oper
- op. 20: Thema und Improvisation für Klavier und Orchester
- op. 21: Lieder
- op. 22: Stille, das Meer erzählt, für Alt und Orchester
- op. 23: Ouvertüre Don Carlos
- op. 24: Konzertetüde und Nocturno für Klavier
- op. 25: Lieder
- op. 26: Es sang das Meer, für Alt und Orchester
- op. 27: Klaviertrio Nr. 2
- op. 29: Sonate für Violine und Klavier in e-Moll
- op. 30: Sonate für Cello und Klavier
- op. 31: Sonate für Kontrabass und Klavier
- op. 32: Sinfonie für Alt, Chor und Orchester An das Licht
- op. 38: Sextett für Klavier, Flöte, Oboe, Klarinette, Horn und Fagott
- op. 40: Kammersinfonie
- op. 41: Cellokonzert
- op. 42: Tod und Erwachen, Liederzyklus für Gesang und Kammerorchester
- op. 43: Symphetta für Kammerorchester
- op. 44: Poeme d'extase, für Cello und Klavier
- op. 46: Sonate für Harfe
- op. 47: Streichquartett
- op. 50: Arabische Märchen, für Orchester
- op. 56: Ukrainische Tanzsuite
- op. 71: Suite Alte Musiken
- op. 78: Sinfonie Nr. 7
- Friedrich Wilhelm von Steuben, Funkoper (1936)[3]
- Festliches Präludium, für Orchester (1937)
- Japanischer Marsch, für Bläser (1941)
- Reverie lyrique
- Amoretto
- Russische Tänze, für Orchester